# 触变性
触变性（英語：thixotropy）是指某些非牛顿流体的一種性質，它們在搅拌时成为流体，而停止搅动后逐渐变稠以及胶凝，而不是立即恢复到搅拌前的状态，而且这一过程可以反复可逆进行。触变性也是流体结构可逆转变的一种现象，即凝胶-溶胶-凝胶的转变，它是由温度、pH或其他影响因素而引起。